# Kruså
Kruså [kʀusˈoːʔ] (deutsch Krusau) ist ein dänischer Ort mit knapp 1600 Einwohnern an der Grenze zu Deutschland, der zur Kirchspielgemeinde Bov Sogn (deutsch Bau) gehört und damit Teil der Aabenraa Kommune ist.

## Lage
Der Ort liegt sechs Kilometer nördlich vom Flensburger Stadtzentrum im Kruså-Tunneldal und nördlich (orographisch links) des gleichnamigen Flusses. Direkt westlich am Ort angrenzend liegt der Nachbarort Smedeby. Einige hundert Meter nördlich entfernt befindet sich der Nachbarort Kiskelund. Östlich des Ortes liegt der Nachbarort Kollund. Direkt auf der deutschen Seite der Grenze liegen südlich der Nachbarort Kupfermühle und der Flensburger Vorort Wassersleben sowie südwestlich Karlsberg. Die nächsten größeren dänischen Städte sind Aabenraa (Apenrade) im Norden, Sønderborg (Sonderburg) im Osten und Tønder (Tondern) im Westen.
Kruså ist Endhaltestelle der grenzüberschreitenden Linie 1 der Aktiv Bus Flensburg. Die landschaftlich reizvolle Straße Fjordvejen von Kruså nach Rinkenæs mit den Orten Kollund und Sønderhav ist ein Teilstück der Margeritenroute. Durch Kruså verläuft ebenfalls der Wanderweg Gendarmstien, ein ehemaliger Kontrollweg, an dem dänische Gendarme von 1920 bis 1958 an der deutsch-dänischen Grenze patrouillierten. Der europäische Fernwanderweg E1 quert in Kruså die Grenze. Außerdem führen mehrere Fernradwege durch Kruså: der nationale Fernradweg DK8, die Grenzroute und der Nord-Ostsee-Radweg.

## Geschichte

### Anfänge
Die Ortsbenennung beruht auf dem gleichnamigen Fluss. Der Name ist seit Anfang des 19. Jahrhunderts belegt. Als Keimzelle des Ortes gilt die ehemalige königliche Erbpacht-Wassermühle am Mühlensee (Møllesø) (Lage). Die Fischerei im Mühlenteich gehörte zum Einkommen des jeweiligen Amtmannes, der den Teich verpachtete. 1808 soll auf der Feldmark von Kruså ein französisches Lager gestanden haben. Mit Beginn des 19. Jahrhunderts existierte außer der Wassermühle noch das Wirtshaus Kruså Kro (deutsch: Krusaukrug) und der Hof Krusågård (deutsch: Krusaugaard) beim Ort. Der Topograph Johannes von Schröder erwähnt zudem eine Ziegelei. Im benachbarten Karlsberg existierte zu dieser Zeit die Ziegelei Krim. Die Alte Wassermühle wurde erst 1964 stillgelegt.

### Einrichtung der Grenze bei Kruså
Nach dem Deutsch-Dänischen Krieg wurde Kruså, wie die gesamte Region, Teil des Königreichs Preußen und 1871 damit auch des Deutschen Kaiserreiches. In Folge der Volksabstimmung in Schleswig im Jahr 1920 kam die Gemeinde Kruså (beziehungsweise Krusau) an Dänemark. Zwar wurde Kruså damit vom Nachbarort Kupfermühle und dem südlichen Flensburger Umland getrennt, doch auf Grund der neuen Grenzlage entwickelte sich Kruså anschließend zu einem Einkaufsort. Auf der gegenüberliegenden deutschen Seite der Grenze entstand neben den Orten Kupfermühle und Wassersleben die Zollsiedlung, die heute zur Gemeinde Harrislee gehört. Von dänischer Seite soll im Übrigen in den 1920er Jahren beim Kruså Kro eine Zollstelle eingerichtet worden sein.

### Während des Zweiten Weltkrieges
Am 9. April 1940 besetzte die deutsche Wehrmacht Dänemark. Während des Zweiten Weltkrieges wurde die südlich gelegene Stadt Flensburg mehrfach von alliierten Bombern angegriffen. Beim Luftangriff vom 23. September 1942 wurden auf Grund von Fehlnavigationen Dörfer bei Flensburg von den alliierten Flugzeugen bombardiert, unter anderem auch Kruså. Auf dem Weg zwischen Kruså und dem benachbarten Kiskelund soll eine Flakstellung für die Luftverteidigung Flensburgs existiert haben. 1944 wurde zudem noch eine Raketenbatterie in oder bei Kruså eingerichtet. In der Weltkriegszeit wurde des Weiteren der Grenzübergang zwischen Deutschland und Dänemark mit einem mit Holz beladenen Güterwagen gesichert, der auf einem kurzen Schienenstück stand. Dieser Wagen konnte bei Bedarf auf die Straße gerollt werden, was im Alltag aber nicht vorkam. Zum Kriegsende hin wurden im Grenzgebiet offensichtlich verschiedene Baumaßnahmen ergriffen, um eine Invasion der Alliierten nach Deutschland rein von Norden zu verhindern. Beispielsweise legte die Wehrmacht beim benachbarten, nördlich gelegenen Kiskelund sowie beim nordöstlich gelegenen Kragelund, offenbar zur Sicherung der Grenze, Panzergräben und Laufgräben für Soldaten an. Zum Ende des Krieges verhandelte Folke Bernadotte erfolgreich die Rettungsaktion der Weißen Busse, die im März 1945 durchgeführt wurde. Kurz nach dem Krieg wurde daher ein Denkmal zu seinen Ehren am Grenzübergang Kruså errichtet. Zudem wurde Gedenkstein zur Rettungsaktion unweit seiner Skulptur aufgestellt. Am 5. Mai 1945 wurde vom Sonderbereich Mürwik aus die Teilkapitulation der deutschen Truppenteile in Dänemark angeordnet. Danach zogen die deutschen Soldaten aus Dänemark ab, viele von ihnen über die Grenze bei Kruså.

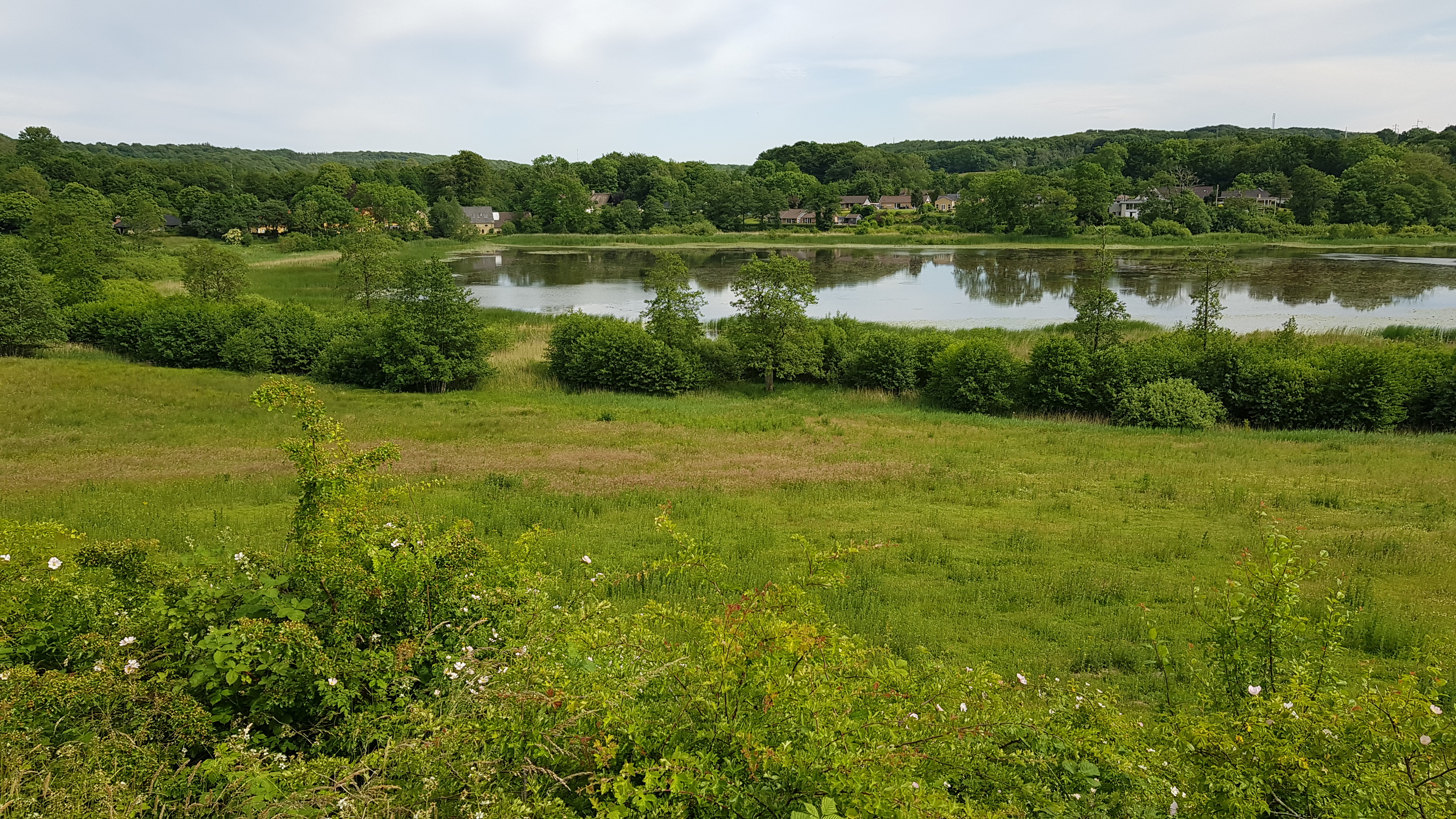
Mühlensee
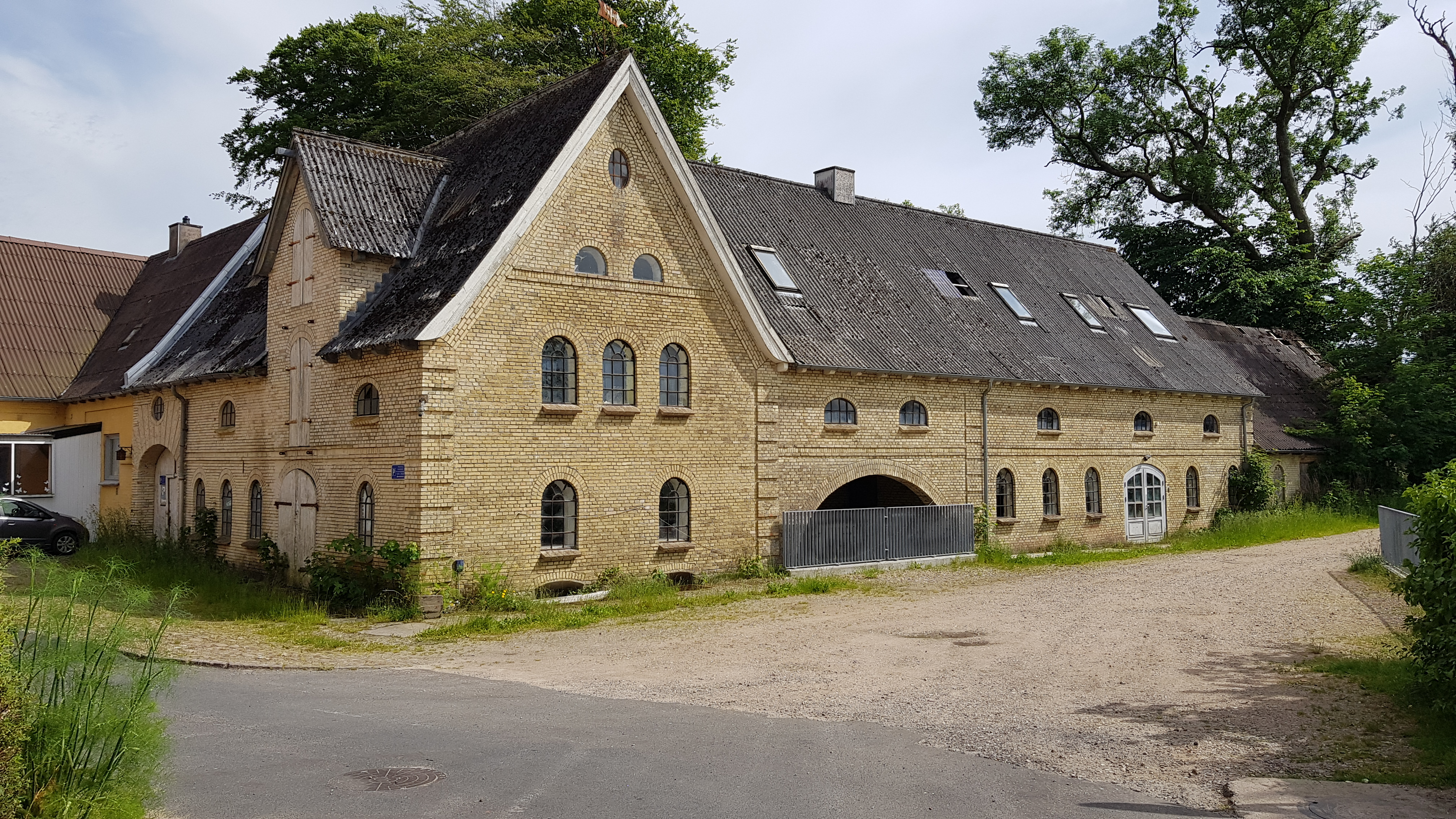
Wassermühle
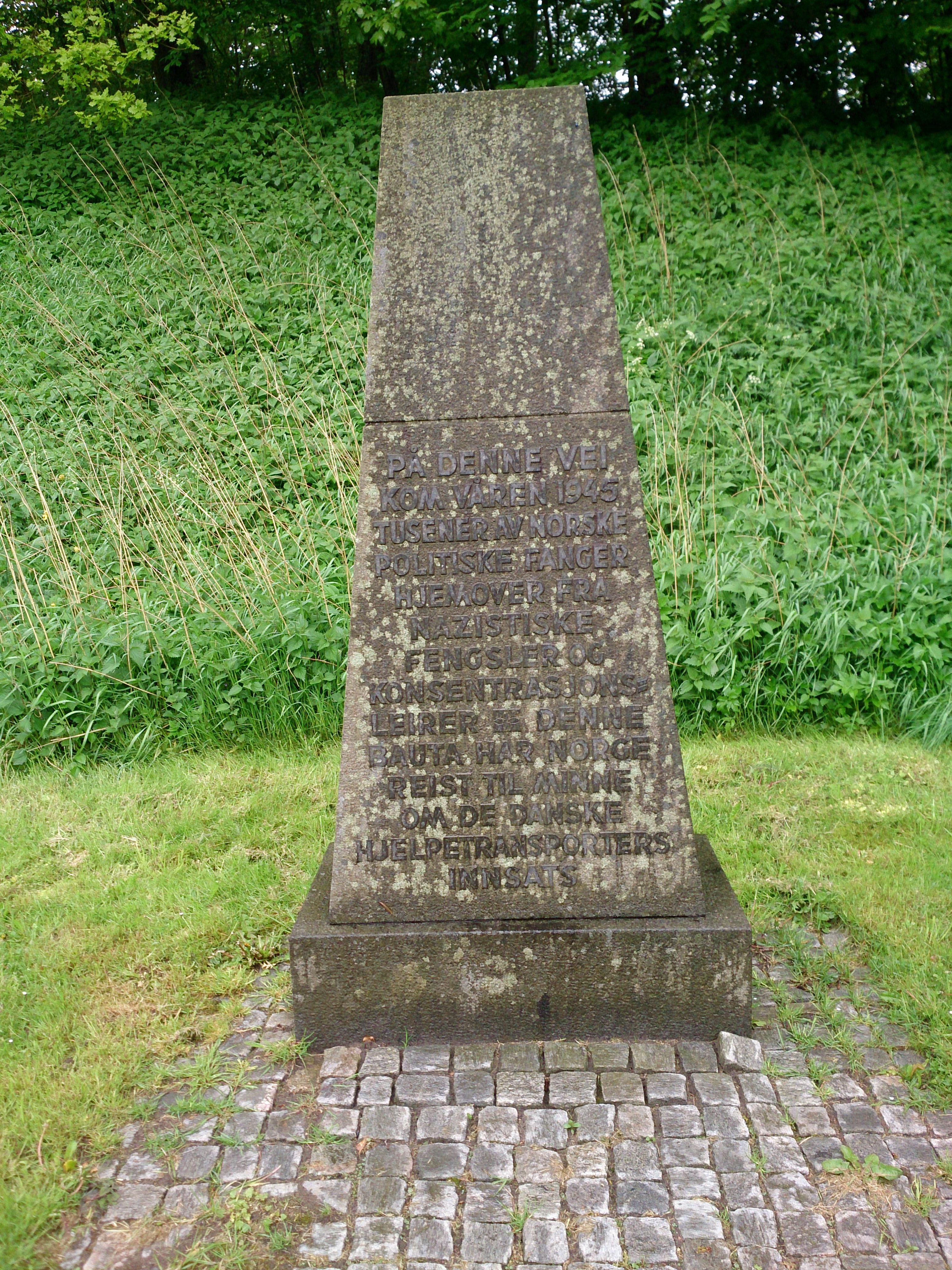
Gedenkstein zum Anlass der Rettung norwegischer KZ-Häftlinge bei Kruså
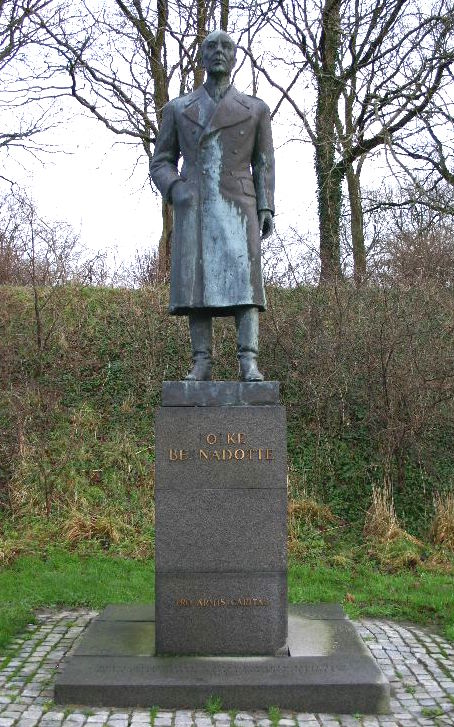
Das Denkmal von Folke Bernadotte in Krusau wurde zum Gedenken an seine humanitären Leistungen im Zweiten Weltkrieg errichtet.
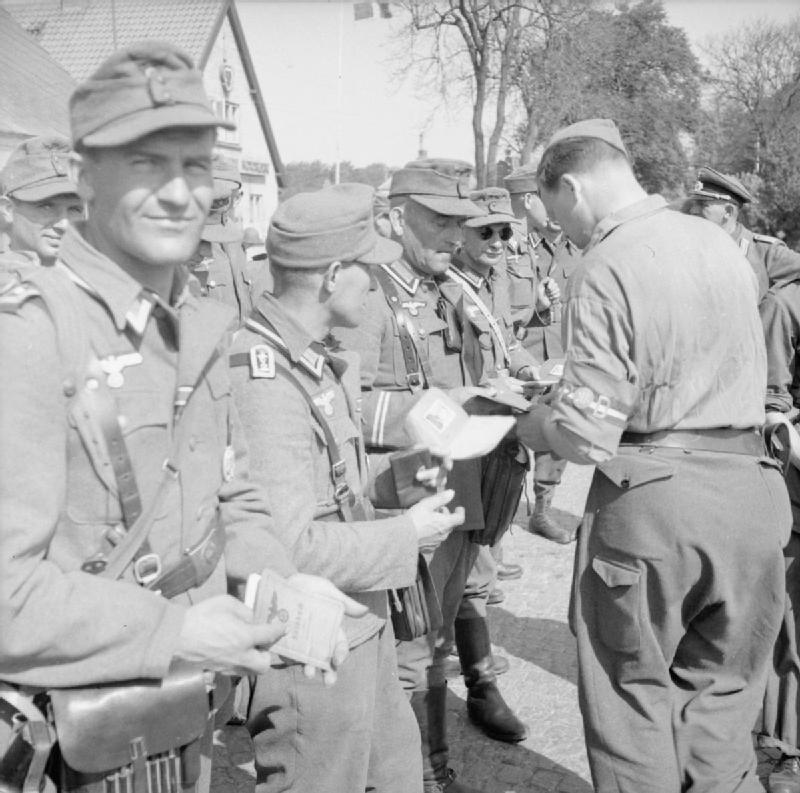
Deutsche Soldaten, die im Mai 1945, während des Abzuges, an der Grenze bei Kruså kontrolliert werden.

### Nach dem Krieg bis heute
Bis zur Fertigstellung der Bundesautobahn 7 (E 45) Ende der 1970er Jahre war Kruså-Kupfermühle der wichtigste deutsch-dänische Grenzübergang. Heute ist dieser Übergang für den Schwerlastverkehr gesperrt und der Großteil des Grenzverkehrs fließt über den Grenzübergang Padborg und den Autobahnübergang Ellund/Frøslev.
In den 1950er-Jahren eröffnete Rita Jensen einen Kiosk, der auch Pfeifenbedarf führte. Von Kruså aus baute Jensen die Geschäftskette Rita auf, die Filialen in Aabenraa, Haderslev, Kollund, bei Danfoss in Nordborg, auf Rømø, in Sønderborg, in Tønder und sogar im 160 km entfernten Århus unterhielt. Im RITA Supermarked wurden neben dänischen Lebensmitteln auch weitere dänische Waren angeboten. Doch wirtschaftliche Schwierigkeiten führten dazu, dass Rita und Poul Jensen schließlich ihr letztes Geschäft RITA Supermarked im Flensborgvej 22 (deutsch: Flensburgweg) bei Kruså, das bei dänischen wie auch deutschen Stammkunden beliebt war, mitsamt dem Namen Rita, in den 1980er Jahren verkauften. 1994 übernahm Coop Danmark die Kette. Nach dem Wegfall der Grenzkontrollen im Zuge des Schengener Abkommens sank offenbar die Nachfrage in Kruså. 2001 entfielen auch die dänischen Grenzkontrollen, nachdem einige Jahre zuvor schon die deutschen Grenzkontrollen eingestellt worden waren. 2004 wurde die letzte verbliebenen Filiale in Kruså geschlossen. Es verblieben lediglich ein paar kleine Läden und Restaurants im Ort. — 2010 wurde die Produktionsstätte Kruså des dänisch-schwedischen Lebensmittelkonzerns Arla, der größte Wirtschaftsfaktor im Ort, erweitert. Ein weiteres wirtschaftliches Standbein ist der örtliche Campingplatz (Lage) und die Bingohalle Kruså (Lage), in der Flohmärkte und Bingoabende durchgeführt werden.

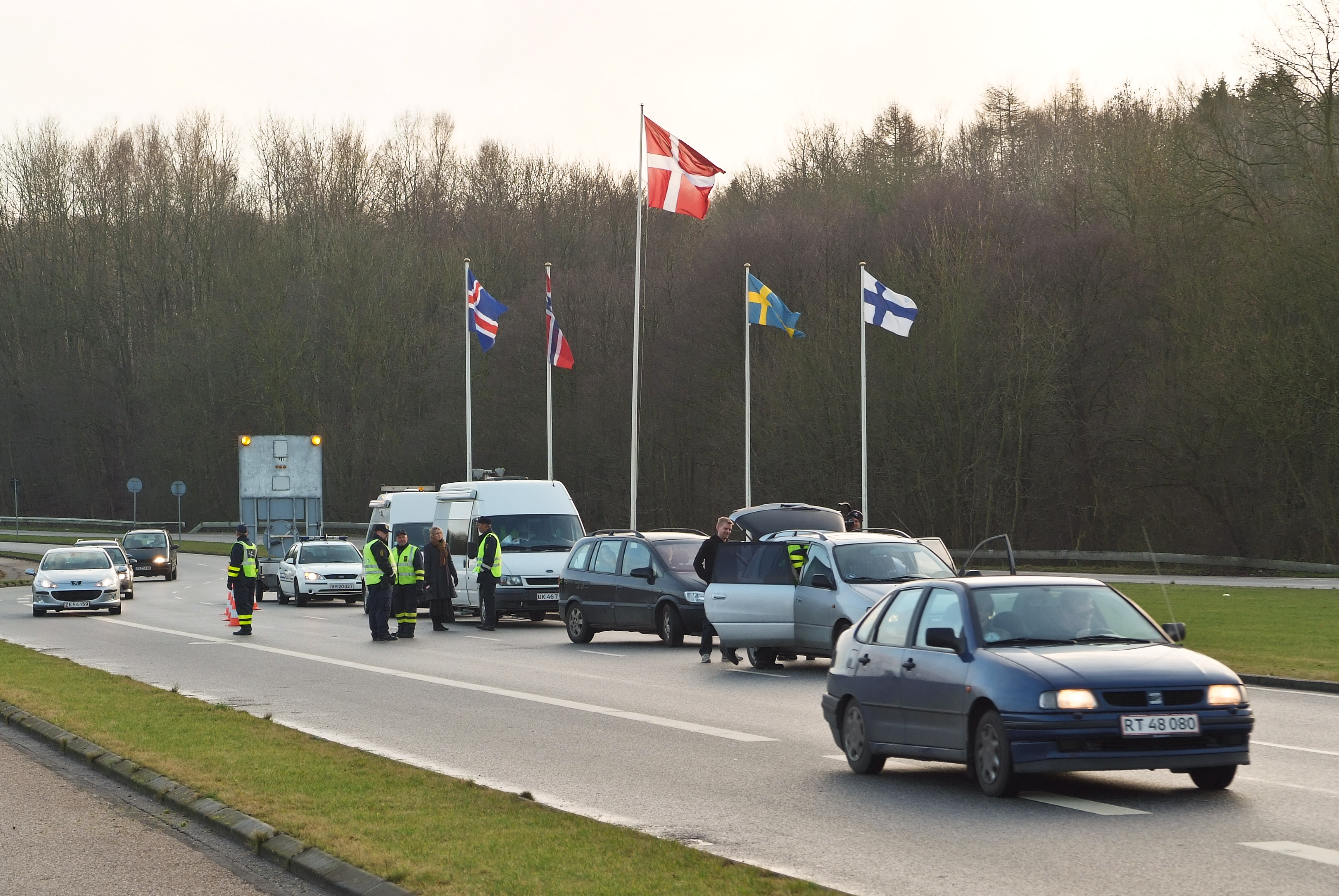
Stichproben bei einer Grenzkontrolle in Kruså im Dezember 2008
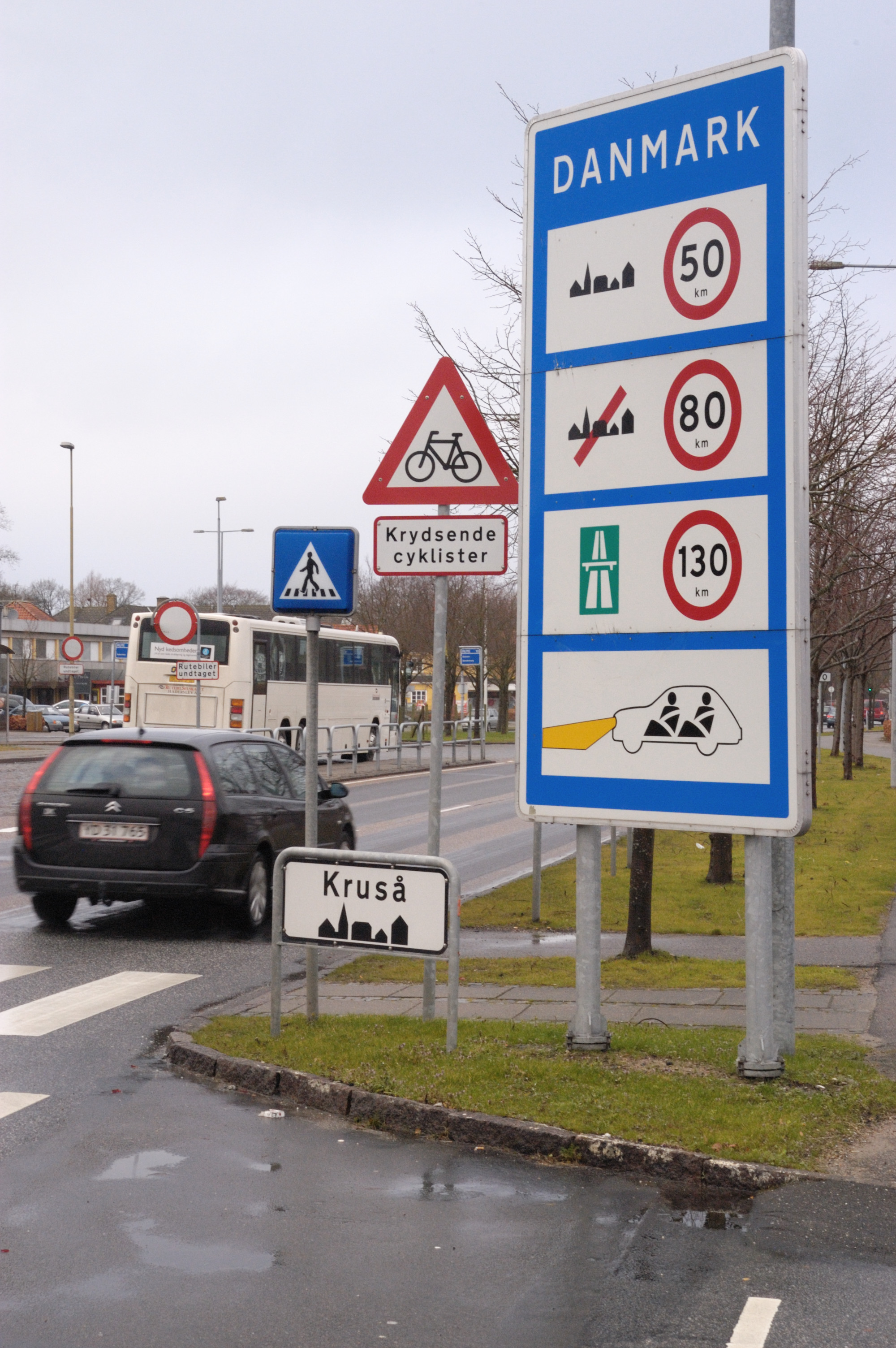
Dänisches Hinweisschild für Autofahrer
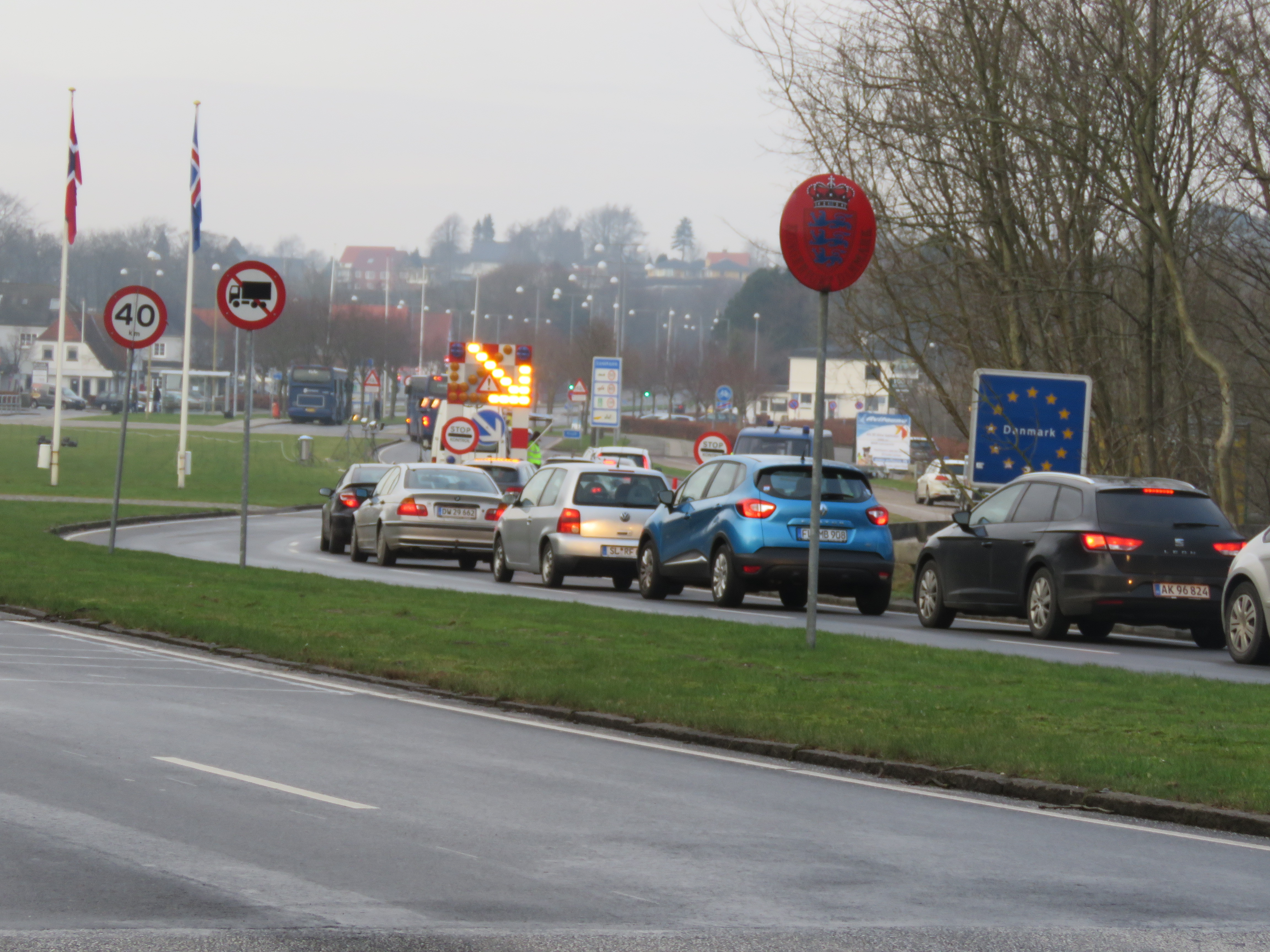
Grenzkontrollen im Zuge der Flüchtlingskrise in Europa ab 2015